# Peratocytheridea
Peratocytheridea is een geslacht van kreeftachtigen uit de klasse van de Ostracoda (mosselkreeftjes).

## Soorten
- Peratocytheridea bassleri (Stephenson, 1943) Hazel, 1983
- Peratocytheridea bradyi (Stephenson, 1938) Hazel, 1983 †
- Peratocytheridea kirkbii (Brady, 1866) Hazel, 1983
- Peratocytheridea placentiaensis (Teeter, 1975) Hazel, 1983
- Peratocytheridea sandbergi Hazel, 1983 †
- Peratocytheridea setipunctata (Brady, 1869) Hazel, 1983
- Peratocytheridea subovata (Ulrich & Bassler, 1904) Forester, 1980 †
- Peratocytheridea texana (Stephenson, 1944) Hazel, 1983 †
- Peratocytheridea wadei (Stephenson, 1941) Hazel, 1983